# فلوری فرانسوا ریشار
فلوری فرانسوا ریشار (فرانسوی: Fleury François Richard‎; ۲۵ فوریهٔ ۱۷۷۷ – ۱۴ مارس ۱۸۵۲) نقاش اهل فرانسه بود.
وی همچنین برندهٔ جوایزی همچون لژیون دونور (شوالیه) شده‌است.

## نگارخانه

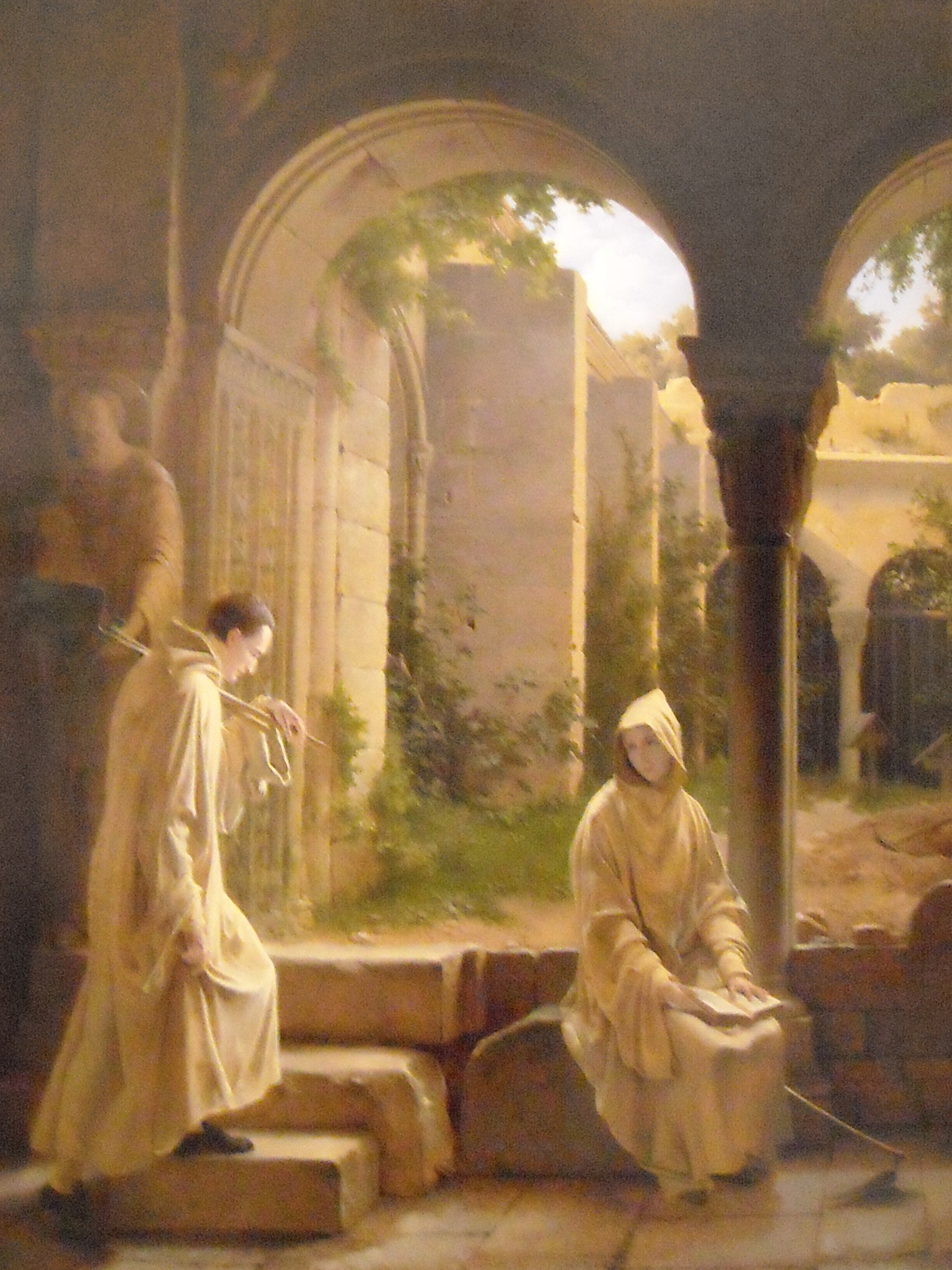
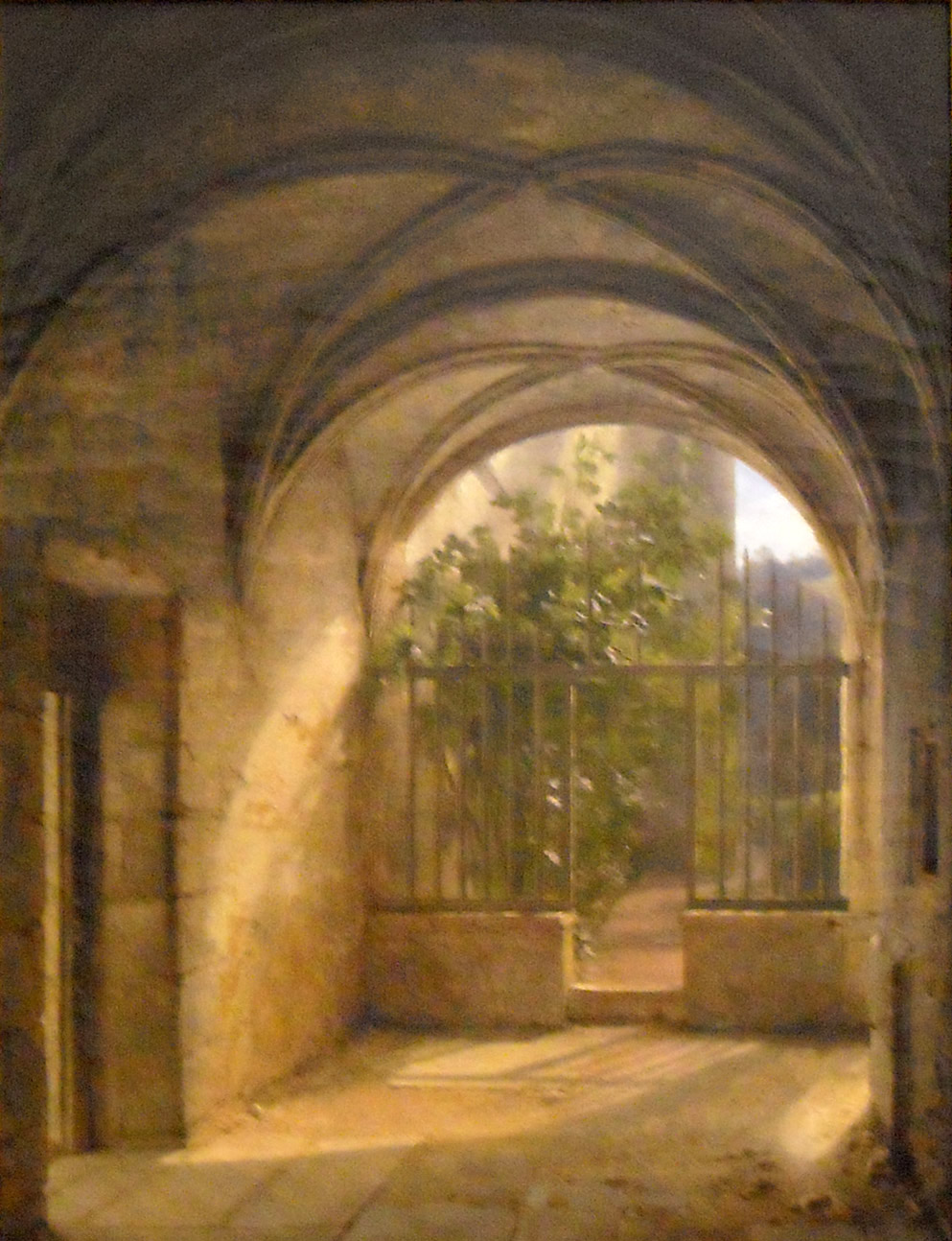
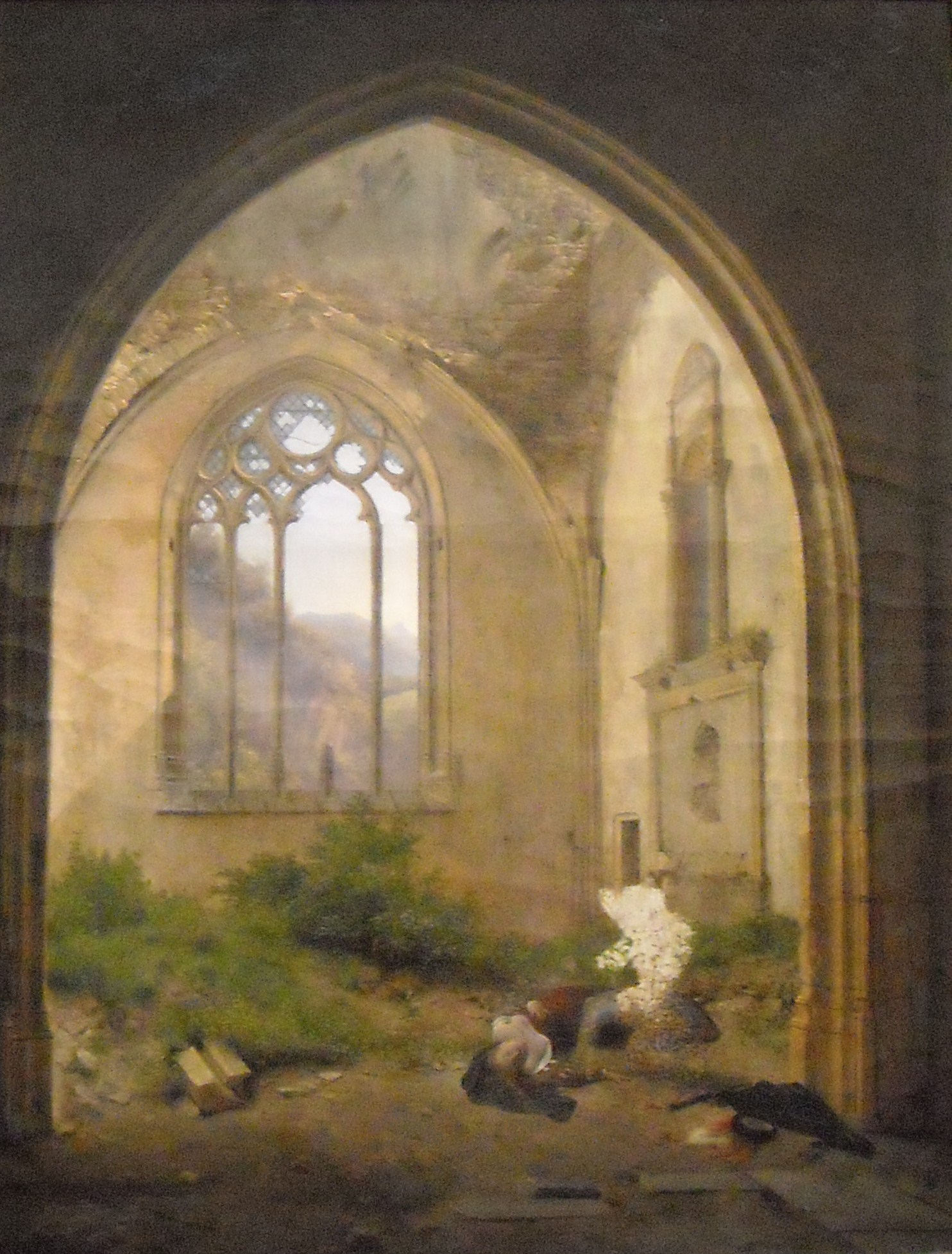